# Medaliści igrzysk olimpijskich w skokach do wody
Lista medalistów letnich igrzysk olimpijskich w skokach do wody.

## Konkurencje obecnie rozgrywane

### Mężczyźni

#### Wieża 10 m indywidualnie
Źródło: 
| Rok i miejsce       | Złoto             | Srebro           | Brąz                              |
| ------------------- | ----------------- | ---------------- | --------------------------------- |
| Saint Louis 1904    | George Sheldon    | Georg Hoffmann   | Frank Kehoe Alfred Braunschweiger |
| Londyn 1908         | Hjalmar Johansson | Karl Malmström   | Arvid Spångberg                   |
| Sztokholm 1912      | Erik Adlerz       | Albert Zürner    | Gustaf Blomgren                   |
| Antwerpia 1920      | Clarence Pinkston | Erik Adlerz      | Harry Prieste                     |
| Paryż 1924          | Albert White      | David Fall       | Clarence Pinkston                 |
| Amsterdam 1928      | Pete Desjardins   | Farid Simajka    | Michael Galitzen                  |
| Los Angeles 1932    | Harold Smith      | Michael Galitzen | Frank Kurtz                       |
| Berlin 1936         | Marshall Wayne    | Elbert Root      | Hermann Stork                     |
| Londyn 1948         | Sammy Lee         | Bruce Harlan     | Joaquín Capilla                   |
| Helsinki 1952       | Sammy Lee         | Joaquín Capilla  | Günther Haase                     |
| Melbourne 1956      | Joaquín Capilla   | Gary Tobian      | Richard Connor                    |
| Rzym 1960           | Robert Webster    | Gary Tobian      | Brian Phelps                      |
| Tokio 1964          | Robert Webster    | Klaus Dibiasi    | Thomas Gompf                      |
| Meksyk 1968         | Klaus Dibiasi     | Álvaro Gaxiola   | Edwin Young                       |
| Monachium 1972      | Klaus Dibiasi     | Richard Rydze    | Franco Cagnotto                   |
| Montreal 1976       | Klaus Dibiasi     | Greg Louganis    | Władimir Alejnik                  |
| Moskwa 1980         | Falk Hoffmann     | Władimir Alejnik | Dawit Hambarcumian                |
| Los Angeles 1984    | Greg Louganis     | Bruce Kimball    | Li Kongzheng                      |
| Seul 1988           | Greg Louganis     | Xiong Ni         | Jesús Mena                        |
| Barcelona 1992      | Sun Shuwei        | Scott Donie      | Xiong Ni                          |
| Atlanta 1996        | Dmitrij Sautin    | Jan Hempel       | Xiao Hailiang                     |
| Sydney 2000         | Tian Liang        | Hu Jia           | Dmitrij Sautin                    |
| Ateny 2004          | Hu Jia            | Mathew Helm      | Tian Liang                        |
| Pekin 2008          | Matthew Mitcham   | Zhou Lüxin       | Gleb Galperin                     |
| Londyn 2012         | David Boudia      | Bo Qiu           | Thomas Daley                      |
| Rio de Janeiro 2016 | Chen Aisen        | Germán Sánchez   | David Boudia                      |
| Tokio 2020          | Cao Yuan          | Yang Jian        | Thomas Daley                      |

#### Trampolina 3 m indywidualnie
Źródło: 
| Rok i miejsce       | Złoto              | Srebro             | Brąz                        |
| ------------------- | ------------------ | ------------------ | --------------------------- |
| Londyn 1908         | Albert Zürner      | Kurt Behrens       | Gottlob Walz George Gaidzik |
| Sztokholm 1912      | Paul Günther       | Hans Luber         | Kurt Behrens                |
| Antwerpia 1920      | Louis Kuehn        | Clarence Pinkston  | Louis Balbach               |
| Paryż 1924          | Albert White       | Pete Desjardins    | Clarence Pinkston           |
| Amsterdam 1928      | Pete Desjardins    | Michael Galitzen   | Farid Simajka               |
| Los Angeles 1932    | Michael Galitzen   | Harold Smith       | Richard Degener             |
| Berlin 1936         | Richard Degener    | Marshall Wayne     | Alan Greene                 |
| Londyn 1948         | Bruce Harlan       | Miller Anderson    | Sammy Lee                   |
| Helsinki 1952       | David Browning     | Miller Anderson    | Robert Clotworthy           |
| Melbourne 1956      | Robert Clotworthy  | Donald Harper      | Joaquín Capilla             |
| Rzym 1960           | Gary Tobian        | Samuel Hall        | Juan Botella                |
| Tokio 1964          | Kenneth Sitzberger | Francis Gorman     | Lawrence Andreasen          |
| Meksyk 1968         | Bernard Wrightson  | Klaus Dibiasi      | James Henry                 |
| Monachium 1972      | Władimir Wasin     | Franco Cagnotto    | Craig Lincoln               |
| Montreal 1976       | Philip Boggs       | Franco Cagnotto    | Aleksandr Kosienkow         |
| Moskwa 1980         | Aleksandr Portnow  | Carlos Girón       | Franco Cagnotto             |
| Los Angeles 1984    | Greg Louganis      | Tan Liangde        | Ronald Merriott             |
| Seul 1988           | Greg Louganis      | Tan Liangde        | Li Deliang                  |
| Barcelona 1992      | Mark Lenzi         | Tan Liangde        | Dmitrij Sautin              |
| Atlanta 1996        | Xiong Ni           | Yu Zhuocheng       | Mark Lenzi                  |
| Sydney 2000         | Xiong Ni           | Fernando Platas    | Dmitrij Sautin              |
| Ateny 2004          | Peng Bo            | Alexandre Despatie | Dmitrij Sautin              |
| Pekin 2008          | He Chong           | Alexandre Despatie | Qin Kai                     |
| Londyn 2012         | Ilja Zacharow      | Qin Kai            | He Chong                    |
| Rio de Janeiro 2016 | Cao Yuan           | Jack Laugher       | Patrick Hausding            |
| Tokio 2020          | Xie Siyi           | Wang Zongyuan      | Jack Laugher                |

#### Wieża 10 m – synchronicznie
Źródło: 
| Rok i miejsce       | Złoto                                   | Srebro                                            | Brąz                                            |
| ------------------- | --------------------------------------- | ------------------------------------------------- | ----------------------------------------------- |
| Sydney 2000         | Rosja · Igor Łukaszin · Dmitrij Sautin  | Chiny · Hu Jia · Tian Liang                       | Niemcy · Jan Hempel · Heiko Meyer               |
| Ateny 2004          | Chiny · Tian Liang · Yang Jinghui       | Wielka Brytania · Leon Taylor · Peter Waterfield  | Australia · Mathew Helm · Robert Newbery        |
| Pekin 2008          | Chiny · Lin Yue · Huo Liang             | Niemcy · Patrick Hausding · Sascha Klein          | Rosja · Gleb Galperin · Dmitrij Dobroskok       |
| Londyn 2012         | Chiny · Cao Yuan · Zhang Yanquan        | Meksyk · Germán Sánchez · Iván García             | Stany Zjednoczone · Nick McCrory · David Boudia |
| Rio de Janeiro 2016 | Chiny · Chen Aisen · Lin Yue            | Stany Zjednoczone · David Boudia · Steele Johnson | Wielka Brytania · Tom Daley · Daniel Goodfellow |
| Tokio 2020          | Wielka Brytania · Tom Daley · Matty Lee | Chiny · Cao Yuan · Chen Aisen                     | ROC Oleksandr Bondar Wiktor Minibajew           |

#### Trampolina 3 m – synchronicznie
Źródło: 
| Rok i miejsce       | Złoto                                        | Srebro                                             | Brąz                                             |
| ------------------- | -------------------------------------------- | -------------------------------------------------- | ------------------------------------------------ |
| Sydney 2000         | Chiny · Xiong Ni · Xiao Hailiang             | Rosja · Aleksander Dobroskok · Dmitrij Sautin      | Australia · Robert Newbery · Dean Pullar         |
| Ateny 2004          | Grecja · Thomas Bimis · Nikolaos Siranidis   | Niemcy · Tobias Schellenberg · Andreas Wels        | Australia · Steven Barnett · Robert Newbery      |
| Pekin 2008          | Chiny · Wang Feng · Qin Kai                  | Rosja · Dmitrij Sautin · Jurij Kunakow             | Ukraina · Ilja Kwasza · Ołeksij Pryhorow         |
| Londyn 2012         | Chiny · Luo Yutong · Qin Kai                 | Rosja · Ilja Zacharow · Jewgienij Kuzniecow        | Stany Zjednoczone · Troy Dumais · Kristian Ipsen |
| Rio de Janeiro 2016 | Wielka Brytania · Jack Laugher · Chris Mears | Stany Zjednoczone · Sam Dorman · Mike Hixon        | Chiny · Cao Yuan · Qin Kai                       |
| Tokio 2020          | Chiny · Wang Zongyuan · Xie Siyi             | Stany Zjednoczone · Andrew Capobianco · Mike Hixon | Niemcy · Patrick Hausding · Lars Rüdiger         |

### Kobiety

#### Wieża 10 m indywidualnie
Źródło: 
| Rok i miejsce       | Złoto                | Srebro             | Brąz                 |
| ------------------- | -------------------- | ------------------ | -------------------- |
| Sztokholm 1912      | Greta Johansson      | Lisa Regnell       | Isabelle White       |
| Antwerpia 1920      | Stefanie Clausen     | Beatrice Armstrong | Ewa Olliwier         |
| Paryż 1924          | Caroline Smith       | Elizabeth Becker   | Hjördis Töpel        |
| Amsterdam 1928      | Elizabeth Becker     | Georgia Coleman    | Laura Sjöqvist       |
| Los Angeles 1932    | Dorothy Poynton      | Georgia Coleman    | Marion Roper         |
| Berlin 1936         | Dorothy Poynton      | Velma Dunn         | Käthe Köhler         |
| Londyn 1948         | Vicki Draves         | Patricia Elsener   | Birte Christoffersen |
| Helsinki 1952       | Patricia McCormick   | Paula Pope         | Juno Irwin           |
| Melbourne 1956      | Patricia McCormick   | Juno Irwin         | Paula Pope           |
| Rzym 1960           | Ingrid Krämer        | Paula Pope         | Ninel Krutowa        |
| Tokio 1964          | Lesley Bush          | Ingrid Krämer      | Galina Aleksiejewa   |
| Meksyk 1968         | Milena Duchková      | Natalija Łobanowa  | Ann Peterson         |
| Monachium 1972      | Ulrika Knape         | Milena Duchková    | Marina Janicke       |
| Montreal 1976       | Jelena Wajciechowska | Ulrika Knape       | Deborah Wilson       |
| Moskwa 1980         | Martina Jäschke      | Sirward Emirzian   | Liana Cotadze        |
| Los Angeles 1984    | Zhou Jihong          | Michele Mitchell   | Wendy Wyland         |
| Seul 1988           | Xu Yanmei            | Michele Mitchell   | Wendy Williams       |
| Barcelona 1992      | Fu Mingxia           | Jelena Miroszina   | Mary Ellen Clark     |
| Atlanta 1996        | Fu Mingxia           | Annika Walter      | Mary Ellen Clark     |
| Sydney 2000         | Laura Wilkinson      | Li Na              | Anne Montminy        |
| Ateny 2004          | Chantelle Newbery    | Lao Lishi          | Loudy Tourky         |
| Pekin 2008          | Chen Ruolin          | Émilie Heymans     | Wang Xin             |
| Londyn 2012         | Chen Ruolin          | Brittany Broben    | Pandelela Rinong     |
| Rio de Janeiro 2016 | Ren Qian             | Si Yajie           | Meaghan Benfeito     |
| Tokio 2020          | Quan Hongchan        | Chen Yuxi          | Melissa Wu           |

#### Trampolina 3 m indywidualnie
Źródło: 
| Rok i miejsce       | Złoto              | Srebro           | Brąz              |
| ------------------- | ------------------ | ---------------- | ----------------- |
| Antwerpia 1920      | Aileen Riggin      | Helen Wainwright | Thelma Payne      |
| Paryż 1924          | Elizabeth Becker   | Aileen Riggin    | Caroline Fletcher |
| Amsterdam 1928      | Helen Meany        | Dorothy Poynton  | Georgia Coleman   |
| Los Angeles 1932    | Georgia Coleman    | Katherine Rawls  | Jane Fauntz       |
| Berlin 1936         | Marjorie Gestring  | Katherine Rawls  | Dorothy Poynton   |
| Londyn 1948         | Vicki Draves       | Zoe Ann Olsen    | Patricia Elsener  |
| Helsinki 1952       | Patricia McCormick | Madeleine Moreau | Zoe Ann Olsen     |
| Melbourne 1956      | Patricia McCormick | Jeanne Stunyo    | Irene MacDonald   |
| Rzym 1960           | Ingrid Krämer      | Paula Pope       | Elisabeth Ferris  |
| Tokio 1964          | Ingrid Krämer      | Jeanne Collier   | Mary Willard      |
| Meksyk 1968         | Susanne Gossick    | Tamara Pogoszewa | Keala O’Sullivan  |
| Monachium 1972      | Micki King         | Ulrika Knape     | Marina Janicke    |
| Montreal 1976       | Jennifer Chandler  | Christa Köhler   | Cynthia Potter    |
| Moskwa 1980         | Irina Kalinina     | Martina Proeber  | Karin Guthke      |
| Los Angeles 1984    | Sylvie Bernier     | Kelly McCormick  | Christina Seufert |
| Seul 1988           | Gao Min            | Li Qing          | Kelly McCormick   |
| Barcelona 1992      | Gao Min            | Irina Łaszko     | Brita Baldus      |
| Atlanta 1996        | Fu Mingxia         | Irina Łaszko     | Annie Pelletier   |
| Sydney 2000         | Fu Mingxia         | Guo Jingjing     | Dörte Lindner     |
| Ateny 2004          | Guo Jingjing       | Wu Minxia        | Julija Pachalina  |
| Pekin 2008          | Guo Jingjing       | Julija Pachalina | Wu Minxia         |
| Londyn 2012         | Wu Minxia          | He Zi            | Laura Sánchez     |
| Rio de Janeiro 2016 | Shi Tingmao        | He Zi            | Tania Cagnotto    |
| Tokio 2020          | Shi Tingmao        | Wang Han         | Krysta Palmer     |

#### Wieża 10 m – synchronicznie
Źródło: 
| Rok i miejsce       | Złoto                            | Srebro                                                 | Brąz                                         |
| ------------------- | -------------------------------- | ------------------------------------------------------ | -------------------------------------------- |
| Sydney 2000         | Chiny · Li Na · Sang Xue         | Kanada · Émilie Heymans · Anne Montminy                | Australia · Rebecca Gilmore · Loudy Tourky   |
| Ateny 2004          | Chiny · Lao Lishi · Li Ting      | Rosja · Natalija Gonczarowa · Julija Kołtunowa         | Kanada · Blythe Hartley · Émilie Heymans     |
| Pekin 2008          | Chiny · Wang Xin · Chen Ruolin   | Australia · Briony Cole · Melissa Wu                   | Meksyk · Paola Espinosa · Tatiana Ortiz      |
| Londyn 2012         | Chiny · Chen Ruolin · Wang Hao   | Meksyk · Paola Espinosa · Alejandra Orozco             | Kanada · Meaghan Benfeito · Roseline Filion  |
| Rio de Janeiro 2016 | Chiny · Chen Ruolin · Liu Huixia | Malezja · Cheong Jun Hoong · Pandelela Rinong          | Kanada · Meaghan Benfeito · Roseline Filion  |
| Tokio 2020          | Chiny · Chen Yuxi · Zhang Jiaqi  | Stany Zjednoczone · Jessica Parratto · Delaney Schnell | Meksyk · Gabriela Agúndez · Alejandra Orozco |

#### Trampolina 3 m – synchronicznie
Źródło: 
| Rok i miejsce       | Złoto                                  | Srebro                                            | Brąz                                          |
| ------------------- | -------------------------------------- | ------------------------------------------------- | --------------------------------------------- |
| Sydney 2000         | Rosja · Wiera Ilina · Julija Pachalina | Chiny · Fu Mingxia · Guo Jingjing                 | Ukraina · Hanna Sorokina · Ołena Żupina       |
| Ateny 2004          | Chiny · Wu Minxia · Guo Jingjing       | Rosja · Wiera Ilina · Julija Pachalina            | Australia · Irina Laschko · Chantelle Newbery |
| Pekin 2008          | Chiny · Guo Jingjing · Wu Minxia       | Rosja · Julija Pachalina · Anastasija Pozdniakowa | Niemcy · Ditte Kotzian · Heike Fischer        |
| Londyn 2012         | Chiny · He Zi · Wu Minxia              | Stany Zjednoczone · Kelci Bryant · Abby Johnston  | Kanada · Jennifer Abel · Émilie Heymans       |
| Rio de Janeiro 2016 | Chiny · Shi Tingmao · Wu Minxia        | Włochy · Tania Cagnotto · Francesca Dallapé       | Australia · Maddison Keeney · Anabelle Smith  |
| Tokio 2020          | Chiny · Shi Tingmao · Wang Han         | Kanada · Jennifer Abel · Mélissa Citrini-Beaulieu | Niemcy · Lena Hentschel · Tina Punzel         |

## Konkurencje nierozgrywane

### Skoki standardowe z wieży
Źródło: 
| Rok i miejsce  | Złoto         | Srebro            | Brąz          |
| -------------- | ------------- | ----------------- | ------------- |
| Sztokholm 1912 | Erik Adlerz   | Hjalmar Johansson | John Jansson  |
| Antwerpia 1920 | Arvid Wallman | Nils Skoglund     | John Jansson  |
| Paryż 1924     | Richmond Eve  | John Jansson      | Harold Clarke |

### Skok do wody na odległość
Źródło: 
| Rok i miejsce    | Złoto          | Srebro      | Brąz        |
| ---------------- | -------------- | ----------- | ----------- |
| Saint Louis 1904 | William Dickey | Edgar Adams | Leo Goodwin |